# Singles (MY LITTLE LOVERのアルバム)
『singles』（シングルズ）は、2001年12月12日に発売された、MY LITTLE LOVERのベストアルバム。発売元はトイズファクトリー。

## 概要
それまでの14枚のシングルから選ばれた曲を時系列に収録。「My Painting」「Private eyes」が収録されないなど、完全なシングル・コレクションというわけではない。収録曲に関してライナーノーツが記載されている。
また、初となるビデオクリップ集「clips」も同時発売され、このCDと同じくジャケットもケーキを使ったものになっており、CMも連動している。
3年3か月ぶりにオリコンアルバムチャートにて通算3作目となる首位を獲得した。
オリジナル盤はブックケース仕様で、ライナーノーツが掲載された40ページの歌詞カードが付いていたが、2008年にエイベックスから再発された際に通常のプラケース仕様に再デザインされ、ライナーノーツは削られている。

## 収録曲
| 全作詞・作曲・編曲: 小林武史（特記以外）。 |                                                                            |                       |                       |      |
| #                                          | タイトル                                                                   | 作詞                  | 作曲・編曲            | 時間 |
| 1.                                         | 「Man & Woman」                                                            | 小林武史 （特記以外） | 小林武史 （特記以外） | 5:05 |
| 2.                                         | 「白いカイト」                                                             | 小林武史 （特記以外） | 小林武史 （特記以外） | 4:57 |
| 3.                                         | 「Hello, Again 〜昔からある場所〜」(作曲: 藤井謙二 & 小林武史)             | 小林武史 （特記以外） | 小林武史 （特記以外） | 5:11 |
| 4.                                         | 「ALICE」(作詞: 小林武史 & AKKO)                                           | 小林武史 （特記以外） | 小林武史 （特記以外） | 5:13 |
| 5.                                         | 「NOW AND THEN 〜失われた時を求めて〜」                                    | 小林武史 （特記以外） | 小林武史 （特記以外） | 4:04 |
| 6.                                         | 「YES 〜free flower〜」                                                    | 小林武史 （特記以外） | 小林武史 （特記以外） | 5:04 |
| 7.                                         | 「ANIMAL LIFE」(作詞: AKKO & 小林武史)                                     | 小林武史 （特記以外） | 小林武史 （特記以外） | 4:40 |
| 8.                                         | 「Shuffle」                                                                | 小林武史 （特記以外） | 小林武史 （特記以外） | 4:43 |
| 9.                                         | 「空の下で」                                                               | 小林武史 （特記以外） | 小林武史 （特記以外） | 5:14 |
| 10.                                        | 「DESTINY」                                                                | 小林武史 （特記以外） | 小林武史 （特記以外） | 4:45 |
| 11.                                        | 「Days」                                                                   | 小林武史 （特記以外） | 小林武史 （特記以外） | 5:55 |
| 12.                                        | 「CRAZY LOVE」                                                             | 小林武史 （特記以外） | 小林武史 （特記以外） | 5:22 |
| 13.                                        | 「shooting star 〜シューティングスター〜」                                 | 小林武史 （特記以外） | 小林武史 （特記以外） | 4:14 |
| 14.                                        | 「日傘 〜japanese beauty〜」                                               | 小林武史 （特記以外） | 小林武史 （特記以外） | 4:13 |
| 15.                                        | 「あいのうた 〜Swallowtail Butterfly〜」(作詞: 岩井俊二、CHARA & 小林武史) | 小林武史 （特記以外） | 小林武史 （特記以外） | 5:18 |
| 合計時間:                                  | 合計時間:                                                                  | 73:58                 |                       |      |

### 楽曲解説
1. Man & Woman
1stシングル。
2. 白いカイト
2ndシングル。
シングルバージョンはアルバム初収録。
3. Hello, Again 〜昔からある場所〜
3rdシングル。
4. ALICE
4thシングル。
表記はないが「NEW ADVENTURE」収録のアルバムバージョンである。
5. NOW AND THEN 〜失われた時を求めて〜
5thシングル。
シングルバージョンはアルバム初収録。
6. YES 〜free flower〜
6thシングル。
7. ANIMAL LIFE
7thシングル。
8. Shuffle
8thシングル。
9. 空の下で
10thシングル。
10. DESTINY
11thシングル。
11. Days
12thシングル。
12. CRAZY LOVE
12thシングル。
13. shooting star 〜シューティングスター〜
13thシングル。
14. 日傘 〜japanese beauty〜
14thシングル。
15. あいのうた 〜Swallowtail Butterfly〜
このアルバムにのみ収録された楽曲。1996年に発売されたYEN TOWN BANDの「Swallowtail Butterfly 〜あいのうた〜」のセルフカヴァー。セルフカヴァーといわれる理由は、小林が原曲の作詞者（共作）、作曲者、編曲者であるため。PVも制作されており、小林が監督を務めた作品で、AKKOが街をさまよう映像となっている。タイトルとサブ・タイトルが入れ替わっている。